# Дикая жизнь (фильм, 2018)
«Дикая жизнь» (англ. Wildlife) — американский драматический фильм режиссёра Пола Дано по сценарию, написанному Дано и Зои Казан. В основу положен одноимённый роман 1990 года писателя Ричарда Форда. Главные роли сыграли Джейк Джилленхол, Кэри Маллиган, Эд Оксенбульд и Зои Маргарет Коллетти.
Премьера фильма состоялась на кинофестивале «Сандэнс» в 2018 году, в США — 19 октября 2018 года.

## Сюжет
Семейная пара сталкивается с кризисом в отношениях. Их сын, четырнадцатилетний Джо переживает из-за того, что родители отдаляются друг от друга и не всегда могут справиться с проблемами и выбором, который перед ними встает.
Джерри поджигает дом Уоррена. В ответ Уоррен избивает Джерри и грозит вызвать полицию. Приехавшие пожарные успевают потушить пожар. Успокоившись после пожара Уоррен решает не заявлять на Джерри в полицию.
Мать приезжает на выходные домой из Орегона. Джо встречает мать на автобусной остановке. Все трое обедают вместе. Джо начинает подрабатывать в фотоателье, куда приглашает отца и мать. Неожиданно Джо предлагает им сняться на фотопортрет втроём. В финальном кадре Жанетт, Джерри и Джо сидят с кислыми лицами перед фотоаппаратом.

## В ролях
| Актёр                 | Роль           |
| --------------------- | -------------- |
| Джейк Джилленхол      | Джерри Бринсон |
| Кэри Маллиган         | Жанетт Бринсон |
| Эд Оксенбульд         | Джо Бринсон    |
| Зои Маргарет Коллетти | Рут-Энн        |
| Билл Кэмп             | Уоррен Миллер  |
| Дэррил Кокс           | Кларенс Сноу   |

## Производство

### Разработка
В июле 2016 года было объявлено, что Пол Дано займётся адаптацией романа Ричарда Форда для подготовки киносценария совместно с Зои Казан. При этом ни Дано, ни Казан не будут сниматься в фильме. Впоследствии сам Дано сделал следующее заявление: «В книге Ричарда я видел себя и многих других. Я всегда хотел снимать фильмы, и всегда знал, что буду снимать фильмы о семье». Кинопроизводством в рамках данного проекта должна была заниматься компания June Pictures, глава которой — Алекс Сак, намеревавшийся выступать в качестве продюсера. К кинопроизводству также планировалось привлечь компанию Nine Stories Productions. В сентябре 2016 года было объявлено, что главные роли в фильме сыграют Джейк Джилленхол и Кэри Маллиган. За музыкальное сопровождение фильма отвечает американский композитор Дэвид Ланг.

### Съёмки
Съёмки фильма проходили в штате Монтана (США), но из-за непогоды в зимнее время их пришлось приостановить и продолжить в штате Оклахома.

## Релиз
Продюсер Алекс Сакс выразил намерение выпустить фильм на фестивале и сказал: «Мы, вероятно, покажем фильм перед премьерой, а затем мы отложим дистрибьютору дату выхода, но, надеюсь, он выйдет к концу 2017». 29 ноября 2017 года было объявлено, что фильм будет показан на кинофестивале Sundance в 2018 году.

## Критика
Фильм получил положительные оценки кинокритиков. На сайте Rotten Tomatoes у картины 96 % положительных рецензий на основе 83 отзывов со средней оценкой 7,7 из 10. На Metacriticе — 81 балл из 100 на основе 33 рецензий.

## Награды и номинации
| Премия                 | Категория                        | Номинант                                                                                    | Результат |
| ---------------------- | -------------------------------- | ------------------------------------------------------------------------------------------- | --------- |
| «Выбор критиков»       | Лучший молодой актёр или актриса | Эд Оксенбульд                                                                               | Номинация |
| «Независимый дух»      | Лучший дебютный фильм            | Пол Дано, Эндрю Дункан, Джейк Джилленхол, Рива Маркер, Орен Моверман, Энн Руарк, Алекс Сакс | Номинация |
| «Независимый дух»      | Лучшая женская роль              | Кэри Маллиган                                                                               | Номинация |
| «Независимый дух»      | Лучшая операторская работа       | Диего Гарсия                                                                                | Номинация |
| Каннский кинофестиваль | Золотая камера                   | Пол Дано                                                                                    | Номинация |